# Warren Hastings
Warren Hastings (Churchill, 1732. december 6. – Daylesford, 1818. augusztus 22.) sir, angol Kelet-India főkormányzója.

## Élete

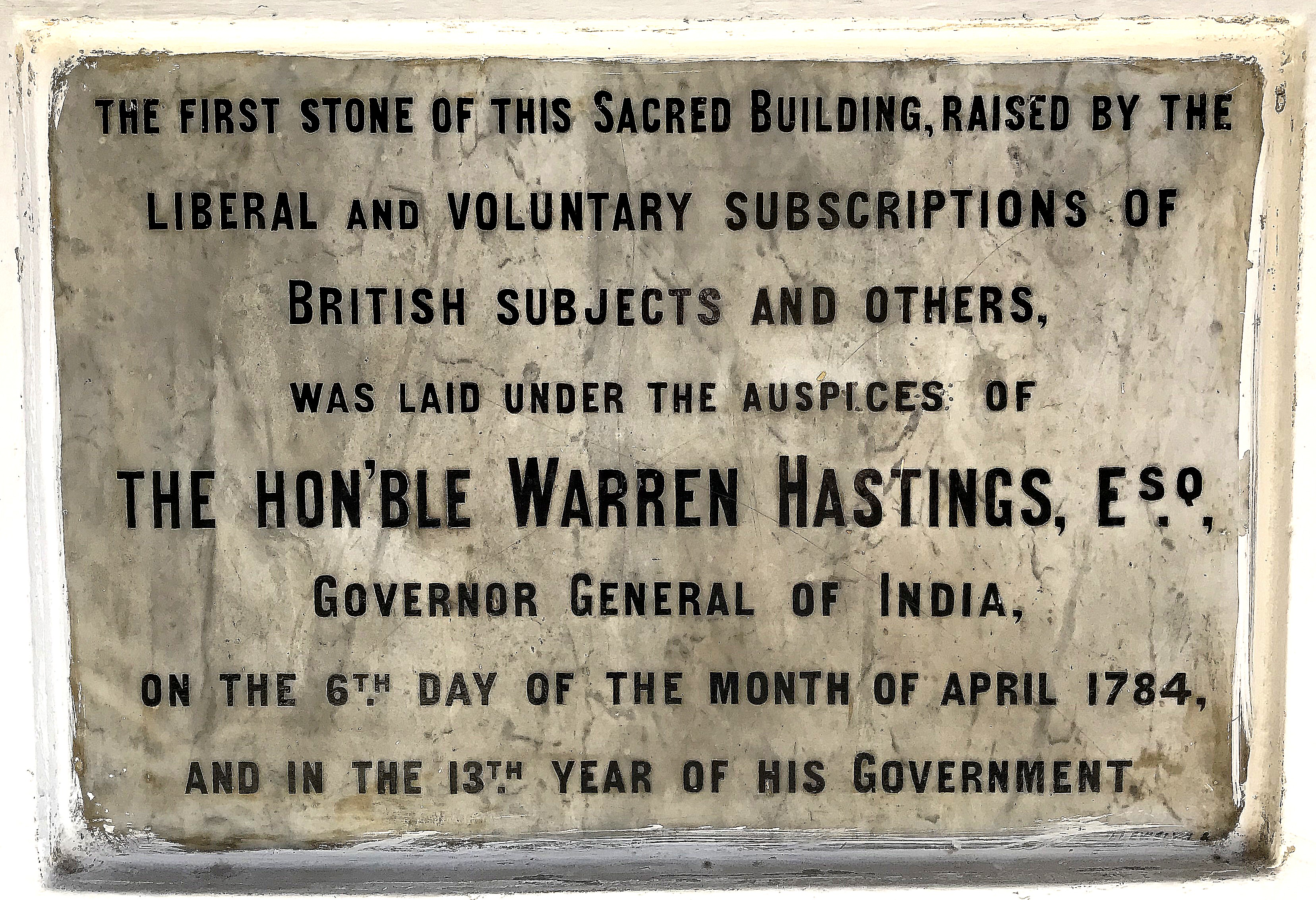
A hastings uralkodása alatt, 1784-ben indított kalkuttai templomépítés emléktáblája

Westminsterben és Oxfordban tanult, 1760-ban a kelet-indiai társaságnál, Bengáliában, írnoki állást kapott. 1756-ban Clive alatt a hadseregben szolgált, 1761-64-ben pedig Kalkuttában a kormányzó tanács tagja volt. 1764-ben visszatért Angliába, de miután Indiában szerzett vagyonát elvesztette, ismét beállott a kelet-indiai társaság szolgálatába, mely 1769-ben Madrasba küldte, 1772-ben Bengália kormányzójává, 1773-ban pedig Kelet-India első főkormányzójává nevezte ki.
Ez állásban jóformán korlátlanul uralkodott tizenkét évig és a legsúlyosabb viszonyok között is megfelelt nehéz feladatának. Gyarapította és megerősítette a társaság hatalmát, újjászervezte a közigazgatást, a társaság jövedelmét 3 millióról 5 millió font sterlingre emelte, valamint igazságügyi reformokat vezetett be. 1785-ben jóakarójának, North lord miniszternek visszalépése után Hastings-et visszahívták Angliába, mire a parlament Burke indítványára perbe fogta, ám Hastings Edward Thurlow angol főkancellár támogatását élvezte. Azzal vádolták, hogy zsarnokilag uralkodott, hogy az indiai bennszülötteket zsarolta és kizsákmányolta, s hogy több indiai fejedelmet igazságtalanul fosztott meg trónjától. Az alsóház a vádat a felsőházhoz utasította, mely a pert a Westminsterhallban 1788. február 13-án kezdte tárgyalni. Hosszadalmas vizsgálat után a főúri bizottság 1795-ben felmentette Hastings-et, de a hosszú per teljesen felemésztette Hastings vagyonát, mire a kelet-indiai társaság érdemeinek elismeréséül 4000 font sterling nyugdíjat szavazott meg neki. Ez időtől fogva visszavonultan élt, mígnem 1814-ben a királyi titkos tanács tagjává nevezték ki. Stephen Lushingtonnal folytatott levelezése 1795-ben jelent meg.

## Művei
- Narrative of the late transaction at Benares (Kalkutta, 1782)
- Review of the state of Bengal (1786)
- The present state of the East Indies (1786)
- Speech in the high court of justice in Westminsterhall (London, 1791)